# Tantra
Tantra (sanskrit för "tråd", "varp", "ordning", "regel" eller "lära") är inom buddhism, jainism och hinduism esoteriska skrifter vars centrala innehåll är riter, meditationstekniker och lärdomar.
Tantriska skrifter började komponeras omkring år 0. De tantriska texterna är ofta skrivna i versform och innehåller omfattande mytologiska skildringar.

## Hinduism
Inom ortodox hinduism refererar tantra till en kategori av texter som liknar puranor - samlingar av myter, legender och så vidare. Dessa fokuserar i regel på magi, ritualer och symboler. Man skiljer där på Shaiva agamorna, Vaishnava Samhitorna och Shakta tantrorna.

## Buddhism
Inom buddhismen tillskrivs de tantriska skrifterna oftast Shakyamuni eller någon annan buddha. Akademiker definierar tantra i detta sammanhang som texter vilka i regel inkluderar mantran, mandalor, mudror, tantriska initieringsriter, eldoffer och liknande. Syftet med dessa är att uppnå siddhin, vilken delas upp i två kategorier: magiska krafter av olika slag, samt buddhaskap.

### Källhänvisningar
- Buswell Jr., Robert E.; Lopez Jr., Donald S. (2014). The Princeton Dictionary of Buddhism. Princeton University Press. ISBN 978-0-691-15786-3